# ماریا-الیزابت شفلر
ماریا-الیزابت شفلر (انگلیسی: Maria-Elisabeth Schaeffler؛ زادهٔ ۱۷ اوت ۱۹۴۱) کارآفرین و سرمایه‌دار اهل آلمان است، که از سهامداران گروه شفلر بشمار می‌آید.